# بطولة الأمم الرئيسية 1884
بطولة الأمم الستة 1884 (بالإنجليزية: 1884 Home Nations Championship)‏ هو الموسم 2 من  بطولة الأمم الستة. كان عدد الأندية المشاركة فيه  4، وفاز فيه منتخب إنجلترا الوطني لاتحاد الرغبي.